# Tryńcza
Tryńcza is een dorp in de Poolse woiwodschap Subkarpaten. De plaats maakt deel uit van de gemeente Tryńcza en telt 1300 inwoners.